# 천안초등학교
천안초등학교는 대한민국 충청남도 천안시 동남구에 있는 공립 초등학교이다.

## 학교 연혁
- 1907년 9월 1일: 천안사립영진학교 설립인가
- 1911년 9월 1일: 천안공립보통학교 인가 및 개칭[1]
- 1938년 4월 1일: 천안영정공립심상소학교로 개칭[2]
- 1941년 4월 1일: 천안영정공립국민학교로 개칭
- 1946년 9월 1일: 천안제1공립국민학교로 개칭
- 1957년 4월 1일: 천안국민학교로 개칭
- 1959년 10월 30일: 성정국민학교 분리
- 1969년 3월 1일: 신안국민학교 분리
- 1981년 3월 10일: 병설유치원 개원
- 1996년 3월 1일: 천안초등학교로 개칭
- 1996년 9월 2일: 신부초등학교 분리
- 2016년 3월 1일: 9학급(특수 2학급) 편성
- 2017년 2월 9일: 제104회 졸업
- 2017년 3월 2일: 8학급(특수 2학급) 편성
- 2018년 2월 13일: 제105회 졸업
- 2018년 3월 1일: 9학급(특수 2학급) 편성, 병설유치원 1학급

## 참고 자료
- 천안초등학교 - 한국교육학술정보원 학교알리미

## 사건 및 사고

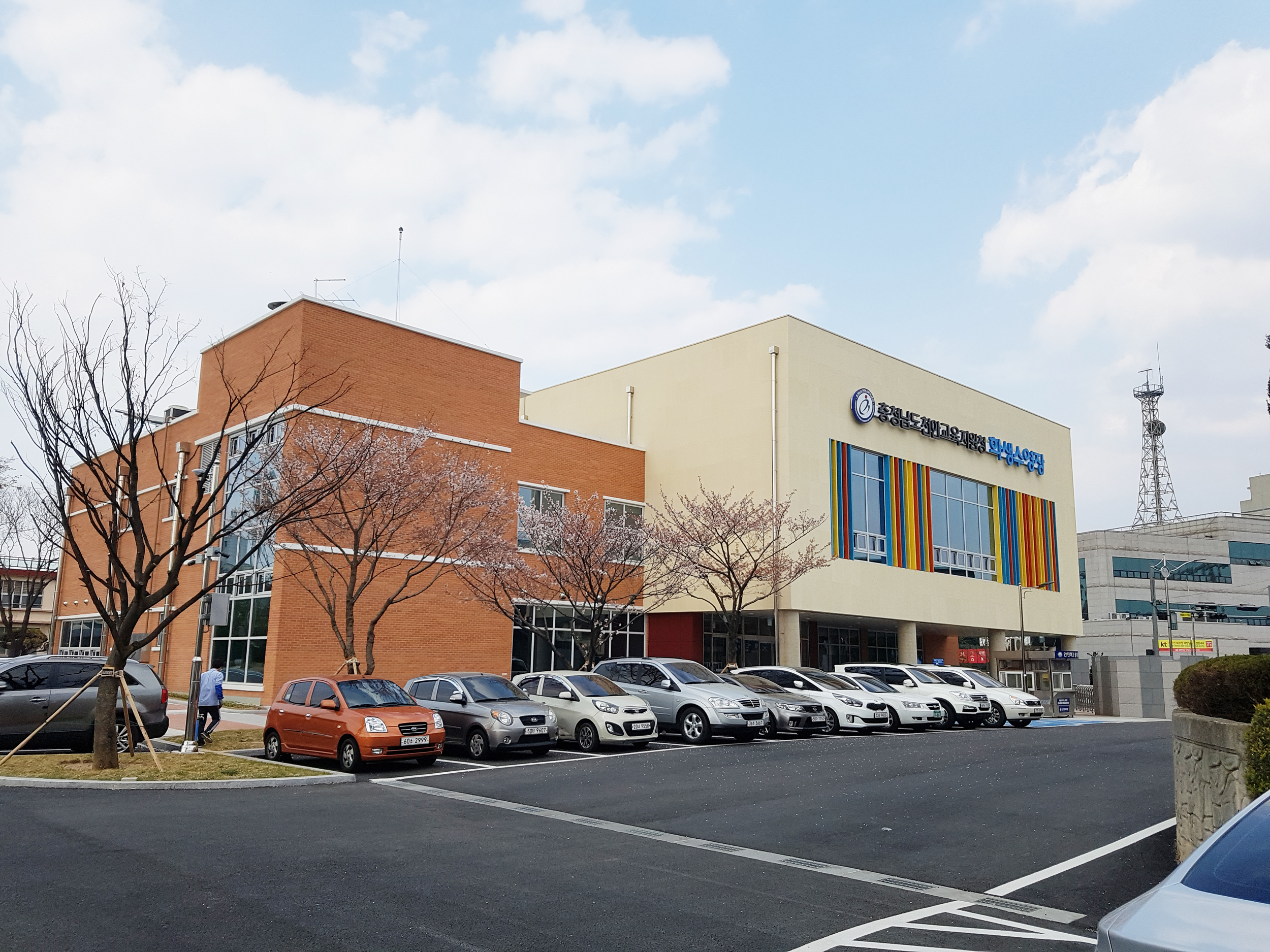
천안초등학교 부지내에 있는 천안교육지원청 학생수영장

### 축구부 합숙소 화재 사건
2003년 3월 26일 23시 22분경, 이 학교 축구부 합숙소에서 화재가 발생하였다. 이 사고로 인해 이곳에서 잠자던 축구 선수 8명이 숨지고, 다른 16명의 선수와 코치 등이 연기에 질식해 병원으로 후송되었다. 사고가 난 축구부 숙소는 한 방에 여러 명이 잘 정도로 매우 비좁았으며, 부족한 환기 시설과 비좁은 출입문으로 인하여 피해가 컸다. 한편, 후송되었던 선수 중 한 명은 치료를 받던 중 숨지기도 하였다. 사고 이후, 교육인적자원부는 초등학교 운동부는 합숙을 금지, 중·고등학교는 필요시 교육청과 협의로 통해 일정 기간에만 하도록 하였으며, 화재로 희생된 선수들은 명예 국가대표 선수로 추서 받기도 하였다.